# Uszály (vízijármű)

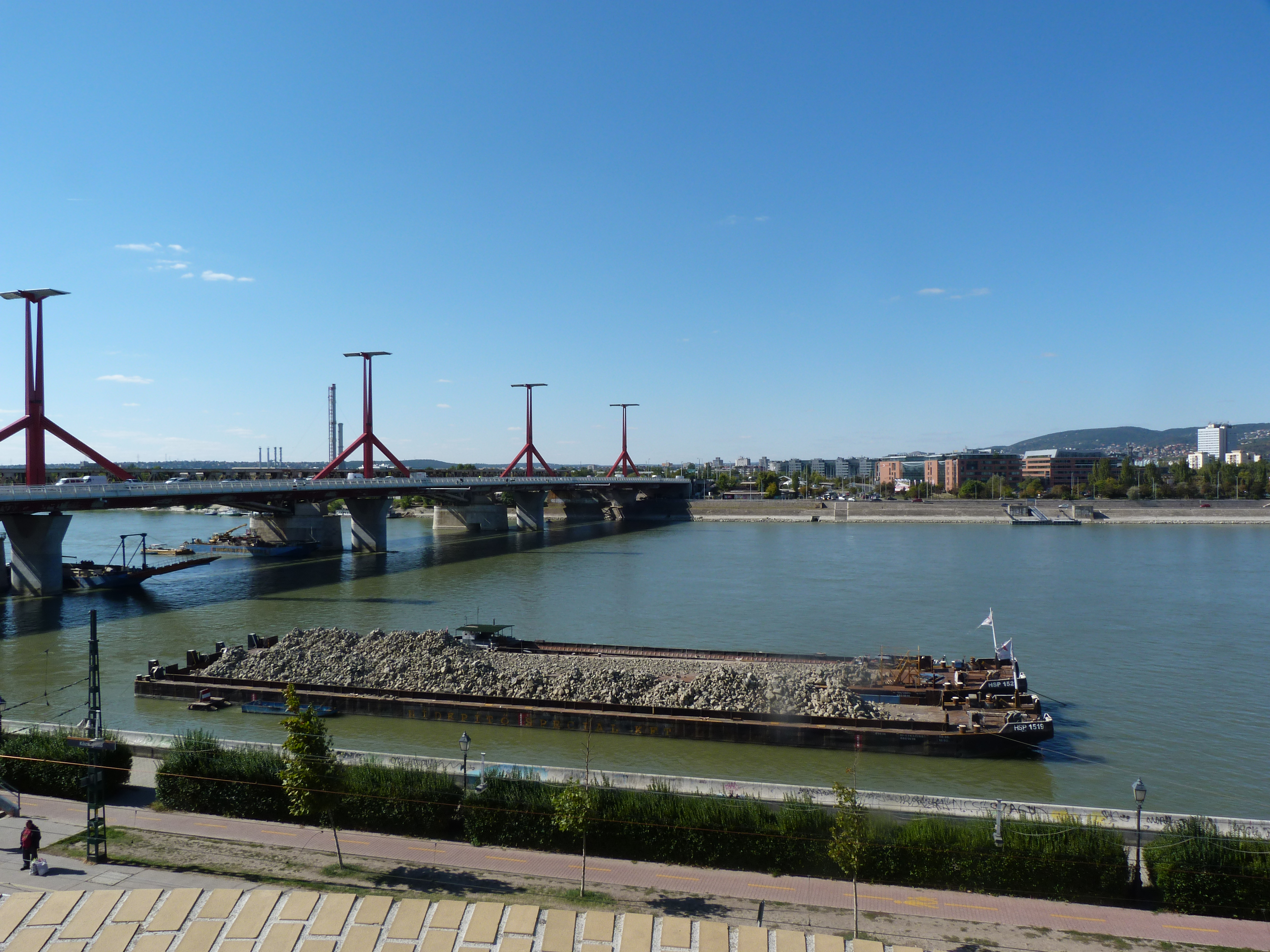
Uszályok Budapesten

Az uszály áruszállításra alkalmas, meghajtás nélküli úszóeszköz, mely saját kormánnyal, 2-3 fős személyzettel és az ő elhelyezésükre szolgáló lakótérrel rendelkezik. Régebben vontatóhajó, a jelenben pedig tolóhajó továbbítja (vontatott vagy tolt kötelékben). Az orr- és a farrész a kisebb ellenállás és a könnyebb kormányozhatóság érdekében élben fut össze.
A bárka annyiban különbözik az uszálytól, hogy az nem rendelkezik kormánnyal. A köznyelvben gyakran helytelenül minden folyami áruszállító motorhajót és úszóeszközt uszálynak neveznek.